# Videojuegos en Estados Unidos

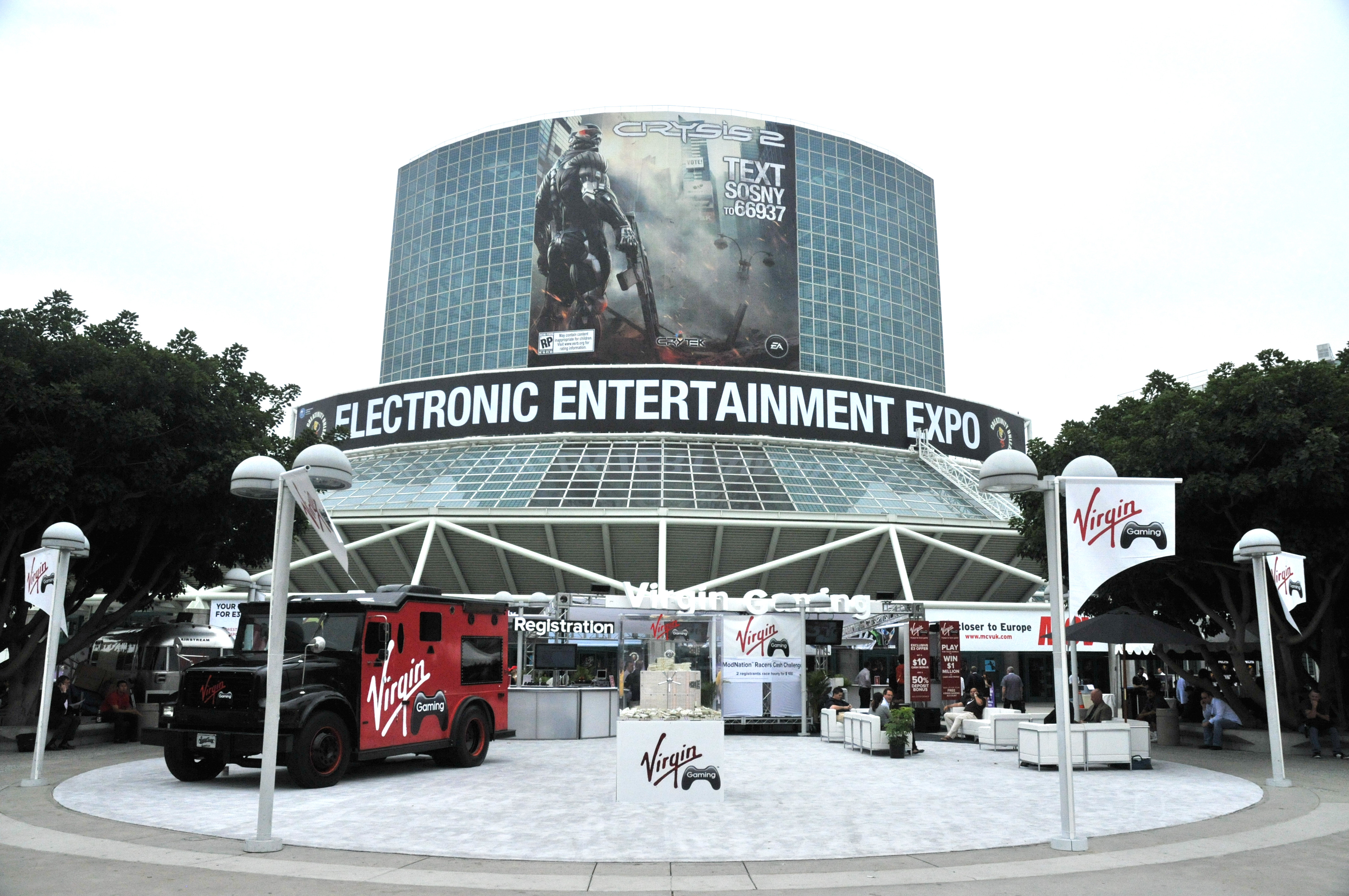
E3 en el Centro de Convenciones de Los Ángeles

Los videojuegos en los Estados Unidos son una de las industrias de entretenimiento de más rápido crecimiento en el país. El mayor mercado de videojuegos a nivel mundial se encuentra en Estados Unidos. Según un informe de 2020 publicado por la Asociación de Software de Entretenimiento, la industria estadounidense de videojuegos generó $90,300 millones en producción económica anual en 2019 y apoyó a más de 429,000 empleos aquí. La última estadística incluye alrededor de 143 000 personas que trabajan directamente en la industria de los videojuegos, con un salario anual promedio de alrededor de $121 000. Además, la industria de los videojuegos aporta $12.6 mil millones en impuestos federales, estatales y municipales anuales. Se espera que el mercado estadounidense de juegos alcance los $42,300 millones para 2025, según el Foro Económico Mundial, mientras que el mercado mundial de juegos podría alcanzar los $270,000 millones. Estados Unidos es uno de los países con mayor influencia en el negocio de los videojuegos, y la industria contribuye significativamente a la economía del país. Sony Interactive Entertainment, Take-Two Interactive, Activision Blizzard, Electronic Arts, Xbox Game Studios, Bethesda Softworks, Epic Games, Valve, Warner Bros. Games, Riot Games y otros son editores importantes con sede en los Estados Unidos. Cada año, EE. UU. organiza importantes eventos de videojuegos, como el E3 y el Summer Gaming Fest. E3, que tiene lugar todos los años en los EE. UU., solía considerarse la exposición de juegos más importante e influyente del año. Algunos de los premios de videojuegos más prestigiosos del sector son los Game Awards y D.I.C.E. Premios. 103 millones de personas vieron la totalidad de The Game Awards 2022. Algunos de los premios de videojuegos más prestigiosos del sector son los Game Awards y D.I.C.E. Premios. 103 millones de personas vieron la totalidad de The Game Awards 2022.

## Demografía
Más de 191 millones de personas, o el 57,3% de la población, juegan juegos móviles en los EE. UU., lo cual es un récord.

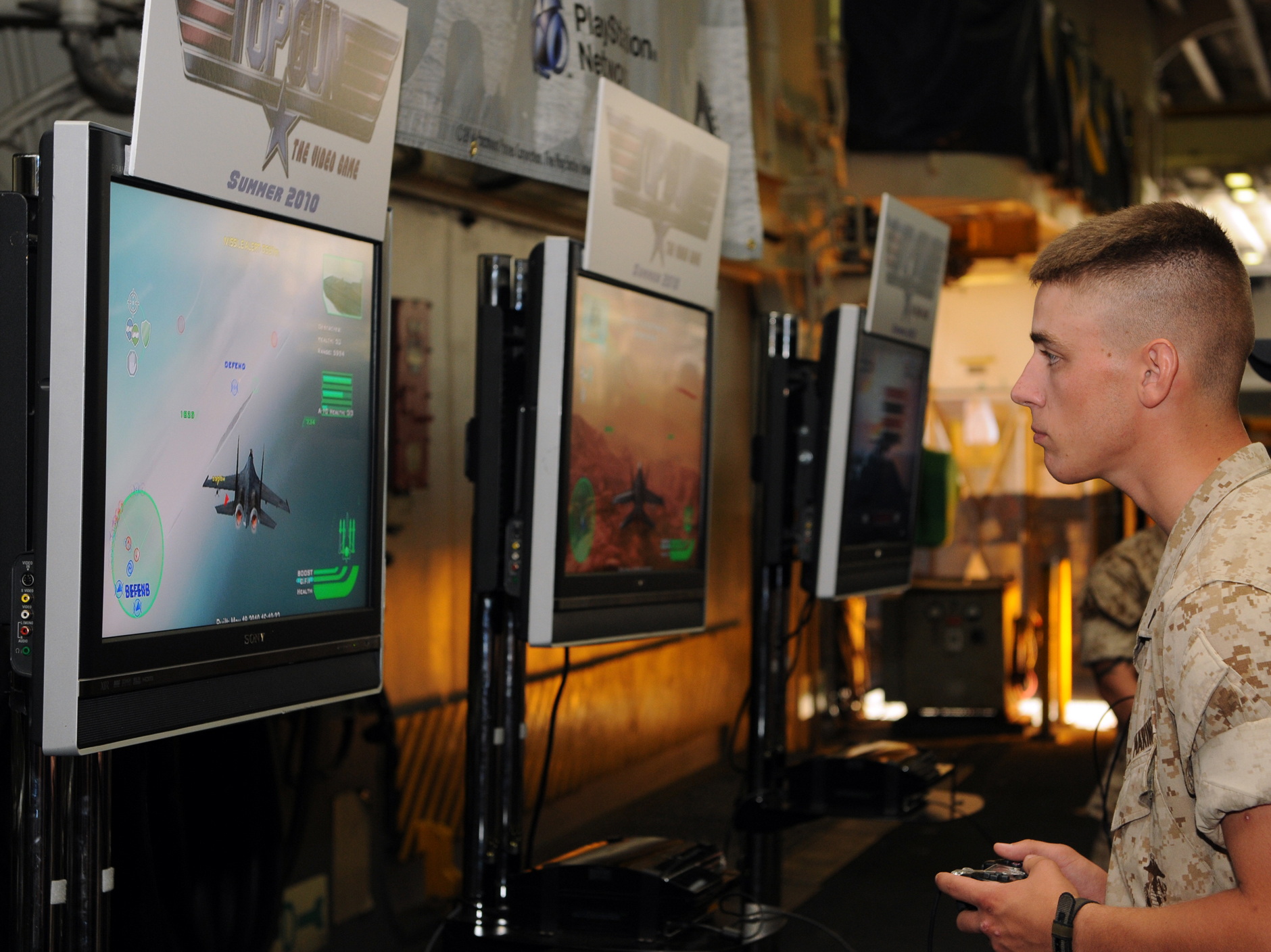
US Marine jugando Top Gun en 2010

La edad promedio de un jugador de EE. UU. es 35, el número promedio de años que un jugador de EE. UU. ha estado jugando es 13.Según un informe de 2021, el 20 % de los jugadores estadounidenses tenían menos de 18 años, el 38 % tenían entre 18 y 34 años, el 14 % tenían entre 35 y 44 años, el 12 % tenían entre 45 y 54, 9% tenían entre 55 y 64 años, y 7% tenían 65 años o más. El 54% de los jugadores estadounidenses son hombres y el 46% son mujeres. Las mujeres mayores de 18 años constituyen un porcentaje mayor de esas mujeres que de hombres menores de 18 años. La edad típica de una jugadora de videojuegos es 14, pero la edad típica de un jugador masculino es 13.

## Impacto en la industria mundial del juego
La industria estadounidense de los videojuegos ha tenido un impacto significativo en la industria mundial de los juegos con series de disparos en primera persona como Doom, Half-Life y BioShock, así como series de videojuegos RPG como Dungeons & Dragons, The Elder Scrolls y Fallout. Call of Duty, Fortnite, World of Warcraft, Overwatch, League of Legends, Valorant, CSGO, Dota 2, Apex Legends y Roblox son solo algunos de los videojuegos más vendidos y jugados jamás producidos. Los desarrolladores estadounidenses también produjeron algunos de los videojuegos más innovadores, como Skyrim, Half-Life y BioShock.

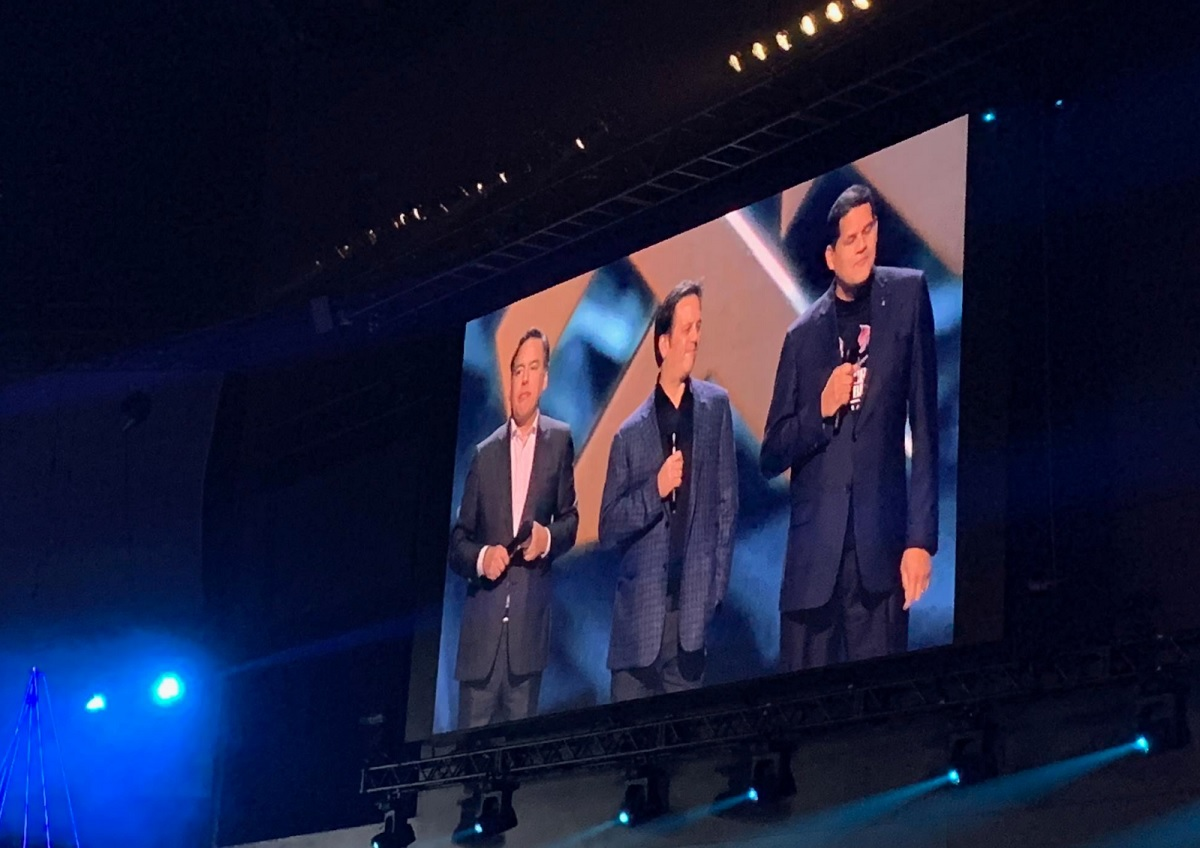
Shawn Layden, CEO de PlayStation, Phil Spencer, CEO de Xbox, y Reggie Fils-Aime, presidente de Nintendo, en The Game Awards 2018

Algunos de los directores de video, diseñadores, desarrolladores, periodistas y empresarios más influyentes son estadounidenses. Las personalidades de videojuegos estadounidenses más notables son: creador de la serie Civilization Sid Meier, fundador de Valve y Steam Gabe Newell, creador de la serie The Elder Scrolls Todd Howard, co-creadores de la serie The Last of Us Bruce Straley y Neil Druckmann, director ejecutivo de Microsoft Gaming Phil Spencer, creador de la serie Uncharted Amy Hennig, CEO y fundadora de Activision Blizzard Bobby Kotick, fundador de Double Fine Tim Schafer, creador de la serie Mortal Kombat Ed Boon, director de God of War (2018) Cory Barlog, creador de Crash Bandicoot serie Jason Rubin, director de los juegos God of War III y Star Wars Jedi Stig Asmussen, periodista de videojuegos Jason Schreier, director de Fallout: New Vegas Josh Sawyer, director ejecutivo de inXile Entertainment Brian Fargo, creador de la serie BioShock Ken Levine, cofundador de Bungie, cocreador de Marathon, Halo y Destiny Jason Jones, creador de la serie Gears of War Cliff Bleszinski, tercer presidente de Nintendo of America Reggie Fils-Aimé, diseñador de videojuegos y consolas Mark Cerny y otros
Las empresas estadounidenses como Epic Games han hecho contribuciones de alta tecnología a la industria de los videojuegos además de los videojuegos. Uno de los mejores y más conocidos motores de videojuegos es Unity, también conocido como Unreal Engine. La aparición de los juegos independientes se vio impulsada por el crecimiento de Steam a mediados de la década de 2010 y la accesibilidad de herramientas y motores de desarrollo de videojuegos baratos.

## Editores de videojuegos
En Estados Unidos se ubican algunas de las mayores firmas de videojuegos del mundo. Solo en California, hay 444 empresas de edición, desarrollo y hardware.

### Sony Interactive Entertainment (PlayStation)

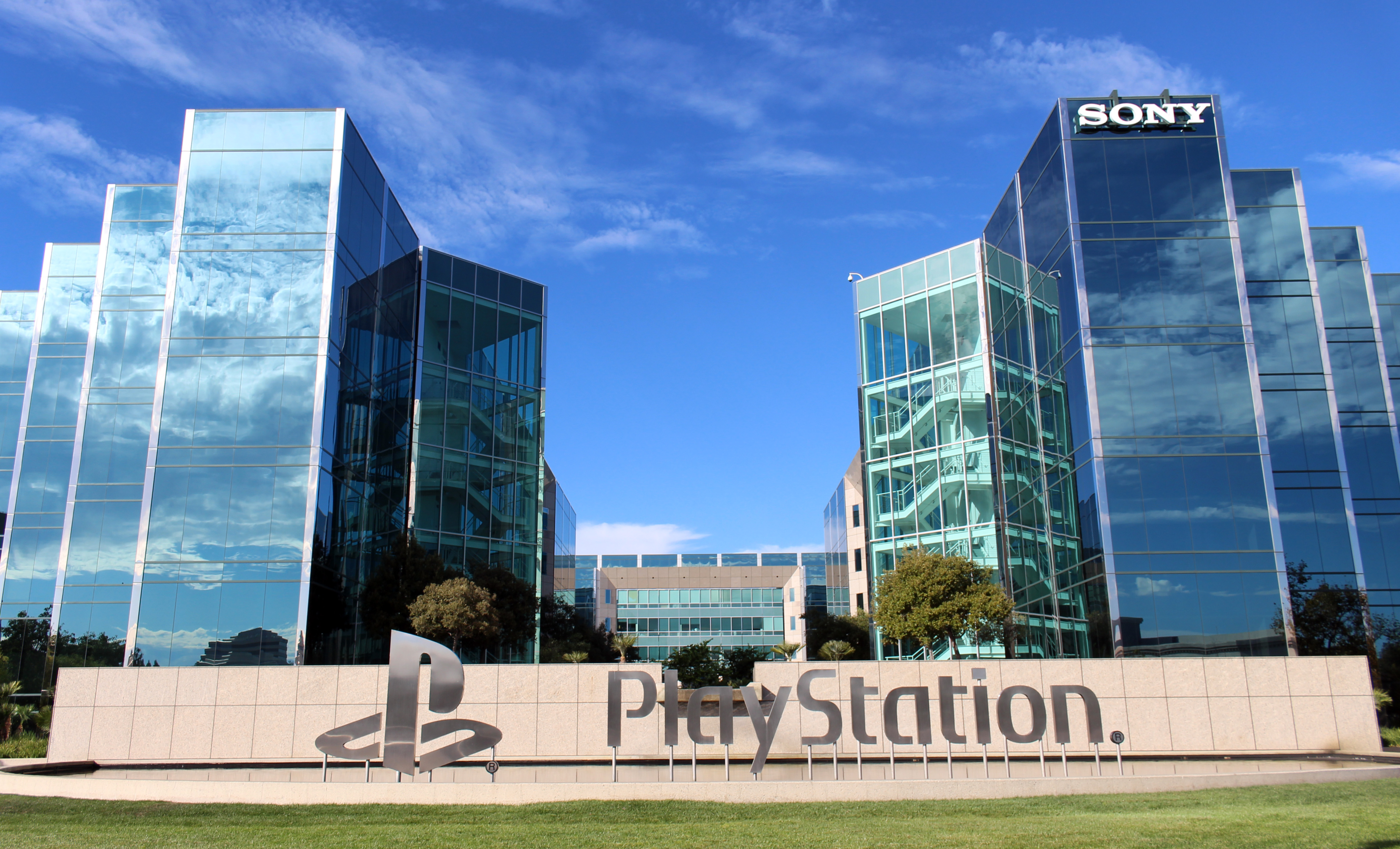
Sede de Sony Interactive Entertainment en San Mateo, California

La filial de juegos y la división de publicación de videojuegos de la multinacional japonesa Sony Group Corporation se llama Sony Interactive Entertainment. Sony Group trasladó la sede de Sony Interactive Entertainment a California en 2016. Sony Interactive Entertainment es una de las compañías de videojuegos más grandes del mundo, con más de 4000 creadores y 19 estudios. 19 estudios en total, 10 de los cuales son americanos. Sony Interactive Entertainment compró Bungie por 3700 millones de dólares en 2022, lo que representa una inversión significativa en los Estados Unidos. Empresas estadounidenses de videojuegos populares como Naughty Dog, Santa Monica Studio, Insomniac Games, Sucker Punch y series como God of War, The Last of Us y Uncharted son propiedad de Sony Interactive Entertainment. God of War Ragnarok es el juego de PlayStation propio más vendido de la historia, vendiendo más de 5,1 millones de copias en una semana y 11 millones de copias en dos.

### Take-Two Interactive
Ryan Brant fundó el holding estadounidense de videojuegos Take-Two Interactive Software, Inc. en la ciudad de Nueva York en septiembre de 1993. Hay equipos internos de creación de juegos en Take-Two Interactive's Rockstar Games y 2K, dos editoriales destacadas. Para apoyar las publicaciones de desarrolladores independientes, Take-Two fundó la etiqueta Private Division. Más recientemente, se anunció la propia firma interna de la etiqueta, Intercept Games. La compañía también lanzó Ghost Story Games, renombrando a la antigua compañía 2K Irrational Games. La empresa adquirió Socialpoint, Playdots y Nordeus para afianzarse en la industria de los juegos móviles. Además, la empresa posee el 50% de la liga profesional de deportes electrónicos. La liga NBA 2K. La cartera fusionada de títulos Take-Two incluye títulos de BioShock, Borderlands, Grand Theft Auto, NBA 2K, Red Dead y otras propiedades. Take-Two Interactive compró Zynga, un fabricante de videojuegos móviles, por 12.700 millones de dólares en 2022.

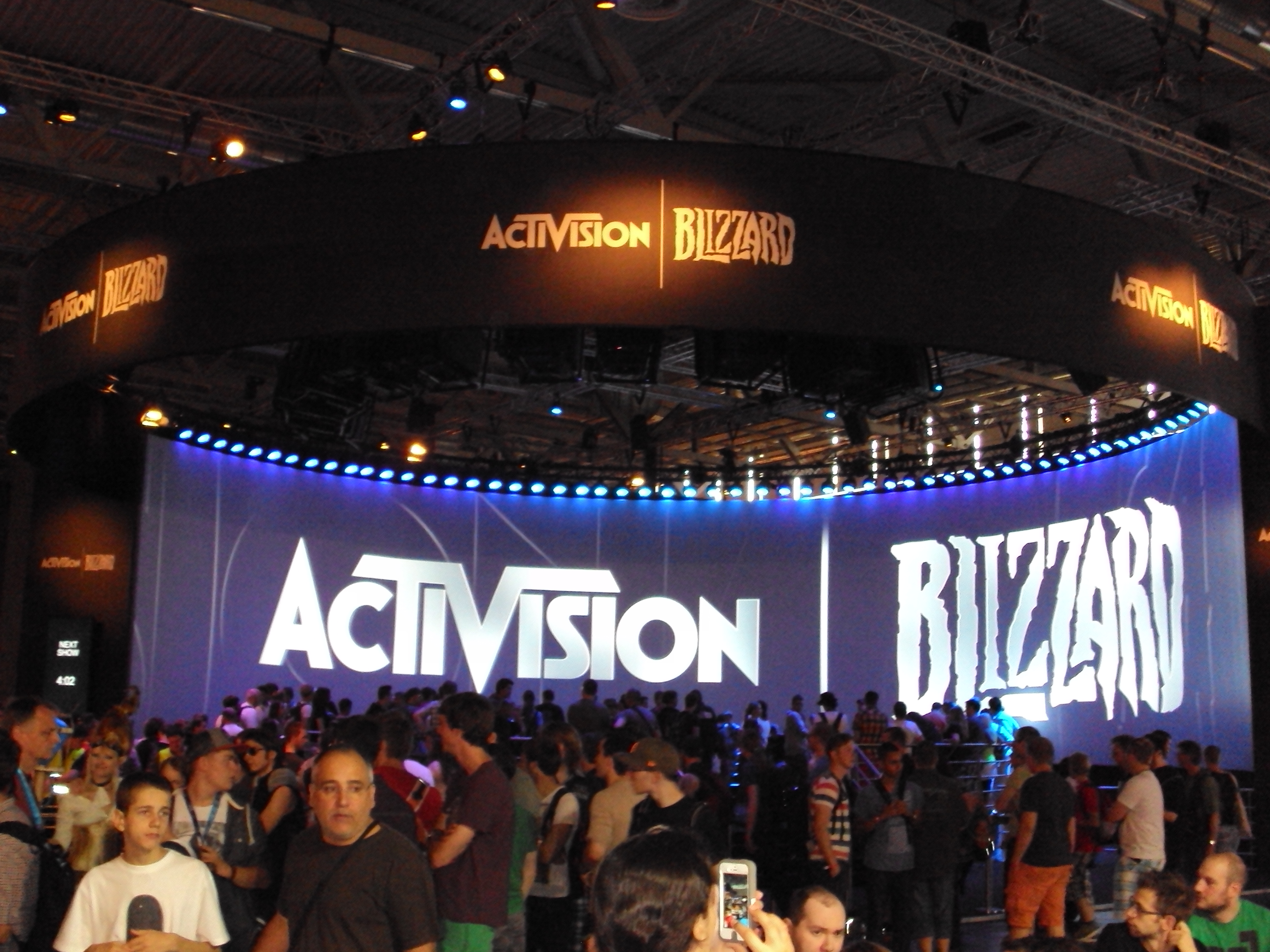
Activision Blizzard en Gamescom 2013

### Activision Blizzard
El editor propio independiente más grande del mundo es Activision Blizzard. En términos de ingresos y capitalización de mercado, Activision Blizzard es también el desarrollador y editor de videojuegos más grande de América y Europa. Activision y Blizzard Entertainment, dos editores de videojuegos, se fusionaron para formarlo en julio de 2008. Algunos de los videojuegos más conocidos del mercado, incluidos Diablo, Call of Duty, Overwatch, World of Warcraft, Crash Bandicoot, Hearthstone y Candy Crush, son producidos y propiedad de Activision Blizzard. El 18 de enero de 2022, Microsoft  anunciada  su intención de comprar Activision Blizzard por 68.700 millones de dólares. Con más de 430 millones de ventas, la franquicia de videojuegos Call of Duty es la cuarta más exitosa de la historia. En 2021, solo la franquicia Call of Duty generó más de $ 800 millones en PlayStation en los Estados Unidos. Con ventas de más de mil millones de dólares en solo 10 días, Call of Duty: Modern Warfare II es el juego de Call of Duty más vendido y lucrativo de la historia. Diablo IV se convirtió en el juego más vendido en la historia de Blizzard Entertainment. Diablo IV ha generado $666 millones en ingresos dentro de los primeros 5 días de lanzamiento.

### Artes Electrónicas (EA)
Con sede en Redwood City, California, Electronic Arts (EA) es un desarrollador de videojuegos estadounidense. En mayo de 1982, Trip Hawkins, empleado de Apple, crea la empresa. La compañía se refirió a los creadores y programadores detrás de sus juegos como "artistas de software", que fue pionera en el sector de los primeros juegos de computadora para el hogar. Electronic Arts es una de las editoriales de videojuegos más grandes del mundo y emplea a 12.900 creadores de videojuegos. Algunas de las empresas que pertenecen a Electronic Arts son Respawn Entertainment, BioWare, Dice y PopCap. Electronic Arts se convirtió en una de las empresas de videojuegos más grandes del mundo debido al éxito de EA Sports y franquicias de juegos que incluyen FIFA, NHL, NBA Live, Madden NFL, Dragon Age, Mass Effect, Dead Space y Star Wars Jedi.

### Estudios de juegos de Xbox (Xbox)

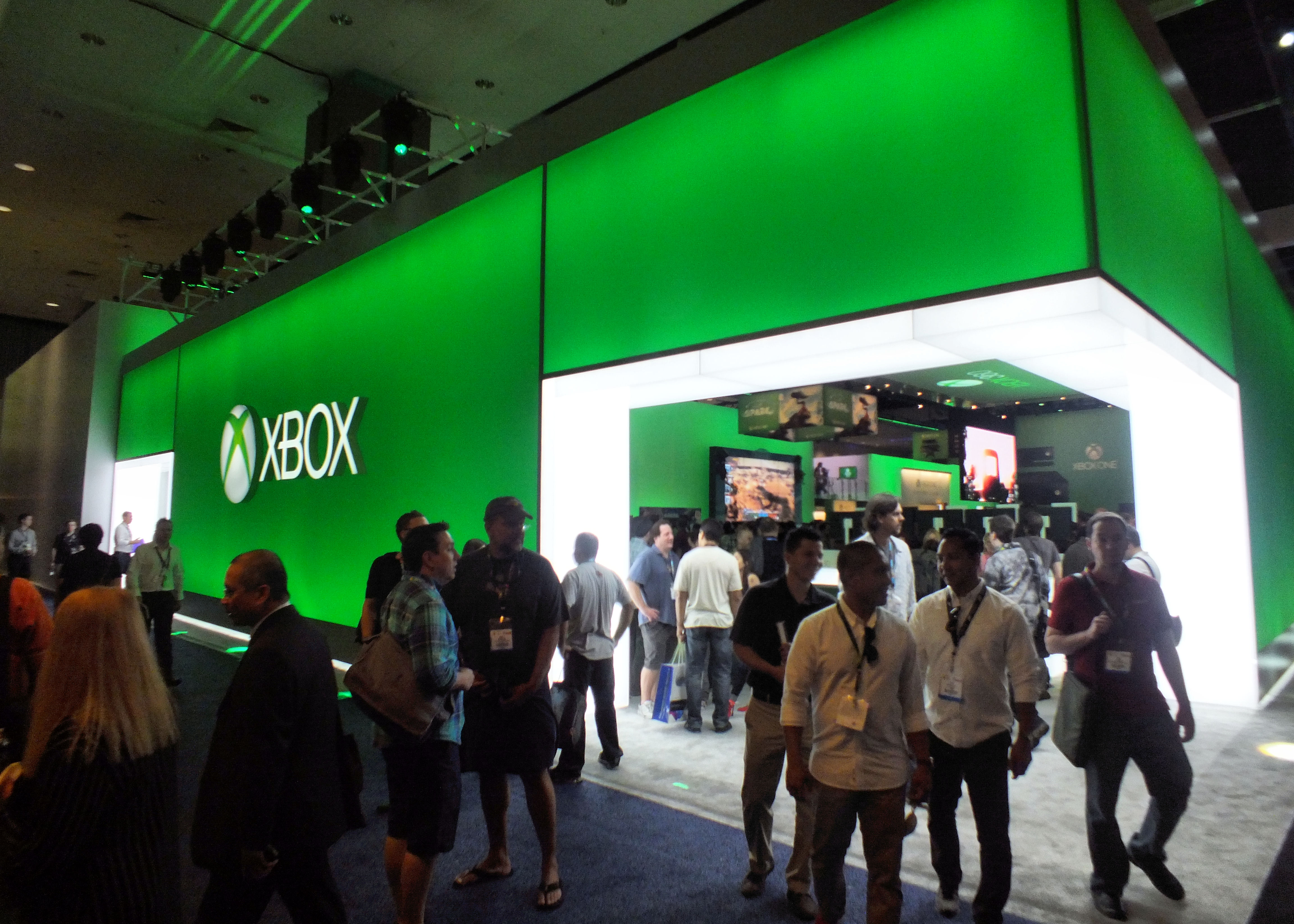
Stand de Xbox en E3 2013

La división de juegos y el brazo editorial del gigante estadounidense de software Microsoft se llama Xbox Game Studios. Microsoft presentó la primera consola Xbox en 2001. La Xbox 360, que tuvo más de 84 millones de ventas en 2005, fue el sistema más popular de Microsoft. Los creadores de Minecraft, Mojang, el videojuego más vendido de todos los tiempos, fueron comprados por Microsoft por 2500 millones de dólares en 2014. Por 7500 millones de dólares, Microsoft compró Bethesda Softworks en 2021, el editor de conocidas series de videojuegos como The Elder Scrolls, Fallout y Doom. Microsoft declaró en 2022 que compraría Activision Blizzard, la mayor empresa de videojuegos de Estados Unidos, por 68.700 millones de dólares en efectivo. Algunas de las firmas de videojuegos más conocidas, incluidas las firmas Bethesda Game, Id Software, Playground Games, Ninja Theory, Rare y Arkane Studios, se encuentran entre los 23 estudios que Microsoft posee en todo el mundo.

### Bethesda Softworks
La editorial de videojuegos Bethesda Softworks tiene su sede en Rockville, Maryland. Christopher Weaver fundó la empresa en 1986. Después de que la empresa dividiera su equipo de desarrollo interno en Bethesda Game Studios, solo quedó la función de publicación de Bethesda Softworks. Microsoft compró ZeniMax en 2021, y Microsoft exigió que ZeniMax continuara como una empresa separada. The Elder Scrolls V: Skyrim, Fallout 4 y Doom Eternal son solo algunos de los videojuegos más vendidos y más jugados que ha producido Bethesda Softworks. Skyrim se convirtió en el videojuego más vendido jamás producido en los Estados Unidos y el séptimo juego más vendido de todos los tiempos el 15 de junio de 2023, cuando Bethesda reveló que había vendido más de 60 millones de copias.

### Epic Games
Productor y desarrollador estadounidense de videojuegos y software Epic Games. Unreal Engine, un motor de juego disponible comercialmente creado por Epic Games, también impulsa sus videojuegos creados internamente. Guinness World Records reconoció a Unreal Engine como el "motor de videojuegos más exitoso" en 2014. Según el director ejecutivo de Epic, Tim Sweeney, Unreal Engine es utilizado por más de 7,5 millones de desarrolladores. Epic Games posee desarrolladores de videojuegos como Psyonix, Mediatonic y Harmonix y videojuegos populares como Fortnite, Rocket League y Fall Guys.

### Valve
Los videojuegos digitales son producidos, lanzados y distribuidos por la empresa estadounidense Valve Corporation. Es la organización a cargo de los videojuegos Half-Life, Counter-Strike, Portal, Team Fortress, Left 4 Dead y Dota, así como de la tienda de software en línea Steam. El canal de distribución digital más grande para juegos de PC se llama Steam. Más de 30 000 juegos, desde AAA hasta independientes, están disponibles en Steam. Cuando más de 30 millones de personas usaban activamente Steam a la vez en 2022, se rompió un récord mundial. En 2022, Valve presentó Steam Deck, un dispositivo de juego portátil. Se han vendido más de un millón de copias de The Steam Deck.

### Warner Bros. Games
La división mundial de streaming y entretenimiento interactivo recientemente establecida de Warner Bros. Discovery incluye Warner Bros. Interactive Entertainment. TT Games, Rocksteady Studios, NetherRealm Studios, Monolith Productions, Avalanche Software y WB Games Montréal son solo algunos de los estudios de desarrollo de videojuegos propiedad de Warner Bros Games. Las franquicias de videojuegos Mortal Kombat y Batman Arkham son publicadas por Warner Bros. Games. Hogwarts Legacy, un videojuego publicado por Warner Bros., vendió más de 12 millones de copias en solo dos semanas y generó más de $850 millones en ingresos, lo que lo convirtió en el título más vendido y exitoso en la historia de la compañía.

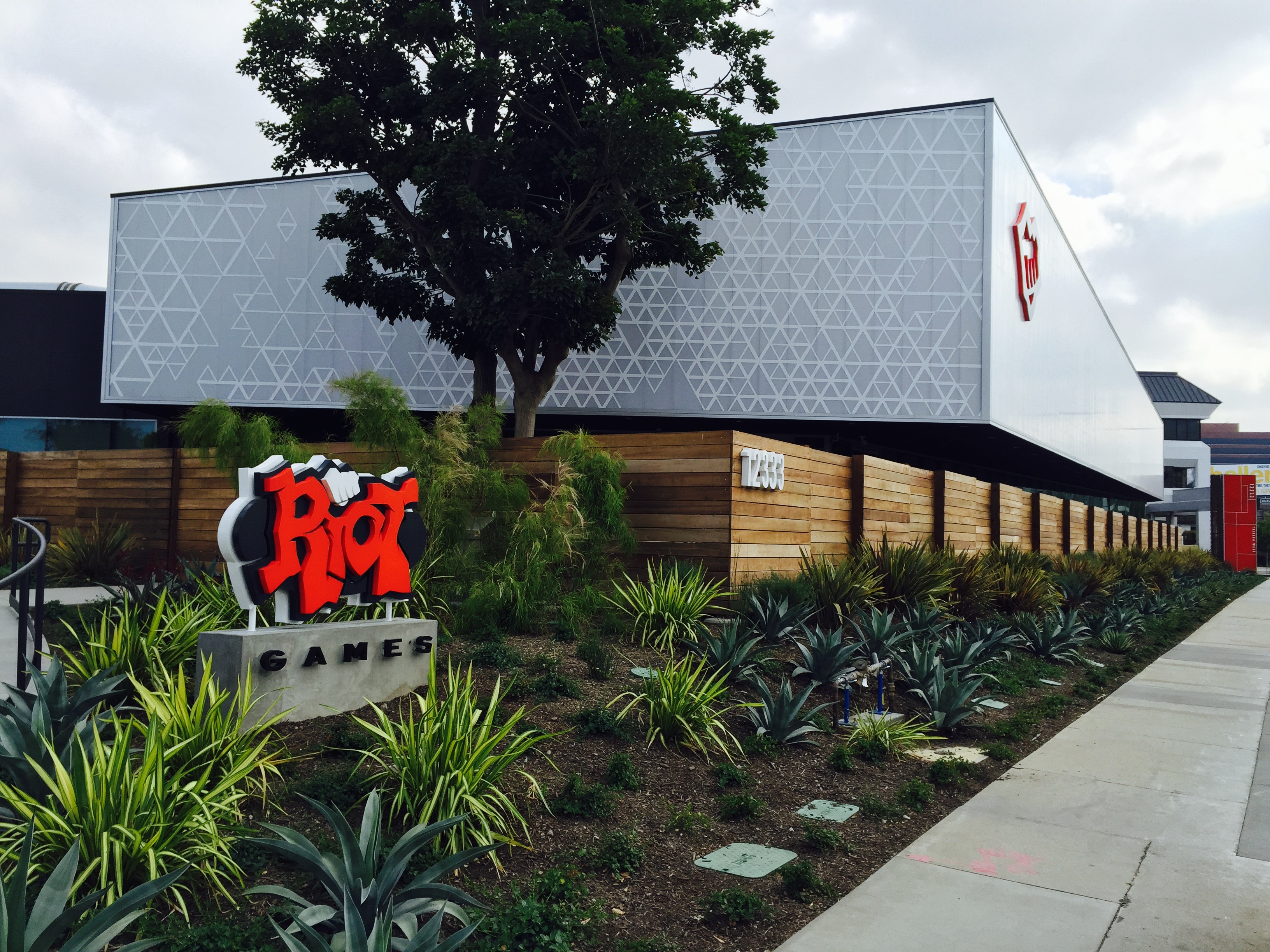
Sede de Riot Games

### Riot Games
Riot Games es una empresa estadounidense que produce videojuegos y gestiona eventos de deportes electrónicos, y tiene su sede en Los Ángeles, California. Fue desarrollado en septiembre de 2006 por Brandon Beck y Marc Merrill con el propósito de producir League of Legends, además de generar una serie de juegos derivados y el popular juego de disparos en primera persona Valorant. En 2011, la empresa china Tencent compró Riot Games. Con más de 5500 desarrolladores, Riot Games es una de las empresas estadounidenses de videojuegos de más rápido crecimiento. En 2018, la empresa tenía 24 ubicaciones en todo el mundo. Solo en 2020, League of Legends generó $ 1.75 mil millones en ingresos.

### Editores medianos
- Juegos de Amazonas
- Estudios Oculus
- Devolver Digital
- Juegos de Netflix
- sable interactivo
- Annapurna Interactivo
- Publicación de caja de cambios
- Corporación Roblox
- Scopely
- Niantic

### Pequeños editores
- diminutoconstruir
- finji
- Nicalis
- Re-lógica
- Juegos supergigantes
- Juegos de Club Náutico
- perezoso interior
- magos de la costa
- Juegos reveladores
- Juegos de Athlon